# Pilica lupus
Pilica lupus là một loài ruồi trong họ Asilidae. Pilica lupus được Bromley miêu tả năm 1931.